# Тарьева, Елена Владимировна
Елена Владимировна Тарьева (азерб. Yelena Vladimirovna Taryeva, 8 сентября 1906, город Одесса — 24 июля 1962, Баку) — советская актриса, театральный деятель. Народный артист Азербайджанской ССР (1956).

## Биография
Родилась Елена Тарьева 8 сентября 1906 года в Одессе, тогда Херсонской губернии Российской Империи.
Работала в театрах Москвы, Архангельска, Тбилиси, Одессы, Днепропетровска, Ульяновска. С 1938 по 1963 годы служила актрисой в Бакинском русском драматическом театре имени Самеда Вургуна.
В 1956 году Елене Тарьевой было присвоено почётное звание Народный артист Азербайджанской ССР.
Проживала в Баку. Умерла 24 июля 1962 года.

## Награды и премии
- Народный артист Азербайджанской ССР — (02.02.1956),
- Заслуженный артист Азербайджанской ССР,
- Орден Трудового Красного Знамени.

## Роли
В театре:
- нянька Федосья («Последние»),
- Глафира Фирсовна («Последняя жертва»),
- Анфуса Тихоновна («Волки и овцы»),
- Анфиса («Три сестры»),
- Домна Пантелевна («Таланты и поклонники»),
- Северова («Московский характер» Софронова),
- Сыо Бейлисс («Все мои сыновья» Миллера),
- Мотя(«Машенька»),
- Лагутина («Мать своих детей» Афиногенова),
- бабушка Вера («Одна» Алёшина).